# Anyphops mumai
Anyphops mumai là một loài nhện trong họ Selenopidae.
Loài này thuộc chi Anyphops. Anyphops mumai được J. A. Corronca miêu tả năm 1996.